# Сясь
Сясь — річка в Новгородській і Ленінградській областях Росії. Довжина 260 км, площа басейну 7 330 км². Бере початок на Тихвинській гряді, впадає в Волховську губу Ладозького озера. Середня витрата води біля села Яхново — 53,7 м³/с.
Кригостояння з листопада по квітень. В басейні Сясі понад 1 000 озер загальною площею 49,92 км². Судноплавна в низовинах. Сплавна.